# Fabio Guardigli
Fabio Guardigli (21 ottobre 1968) è un ex sciatore alpino sammarinese.

## Biografia
Guardigli ottenne i suoi unici risultati internazionali ai XV Giochi olimpici invernali di Calgary 1988, dove si classificò 51º nel supergigante, 60º nello slalom gigante e non completò lo slalom speciale; non ottenne piazzamenti in Coppa del Mondo o ai Campionati mondiali.